# Pelle Sandstrak
Per Anders Sandstrak, känd som Pelle Sandstrak, född 11 juli 1965 i Overhalla, i nordvästra Norge, är en svensk-norsk författare, föredragshållare och dramatiker.  Han är gift med Johanna Sandstrak och bor i Linköping.
Per Anders Sandstrak, som kallas för Pelle Sandstrak, har som dramatiker bl.a. skrivit en pjäs om jazzlegenden Chet Baker. Den har visats i Stockholm. Sandstrak som har Tourettes syndrom har givit ut kortprosasamlingen Nu är nog det värsta över 1996, och de självbiografiska böckerna Mr Tourette och jag (2007) , Mr Tourette on tour (2012), samt ”Mr Tourette och draken” (2016) vilken han numera håller välkända föredrag om, bl.a. på Bohusläns museum 12 april 2012.
Han medverkar också i vandringsutställningen Psykets historia som är producerad av Inre rum på Stiftelsen Gyllenkroken och finansierad av Västarvet och Allmänna arvsfonden. Utställningen pågick från 4 februari till 2 april 2012 på Bohusläns museum i Uddevalla.
Sandstrak var med i Sveriges Televisions program Skavlan 17 februari 2012 och i Gomorron Sverige 21 mars 2012.
Hans bok "Mr Tourette och jag" har getts ut på sex olika språk, bl.a. på svenska, norska, danska och tyska.
Pelle Sandstrak blev 2007 belönad med talarpriset Årets ljus.[källa behövs]